# 圣弥额尔总领天使主教座堂 (卡塞塔)

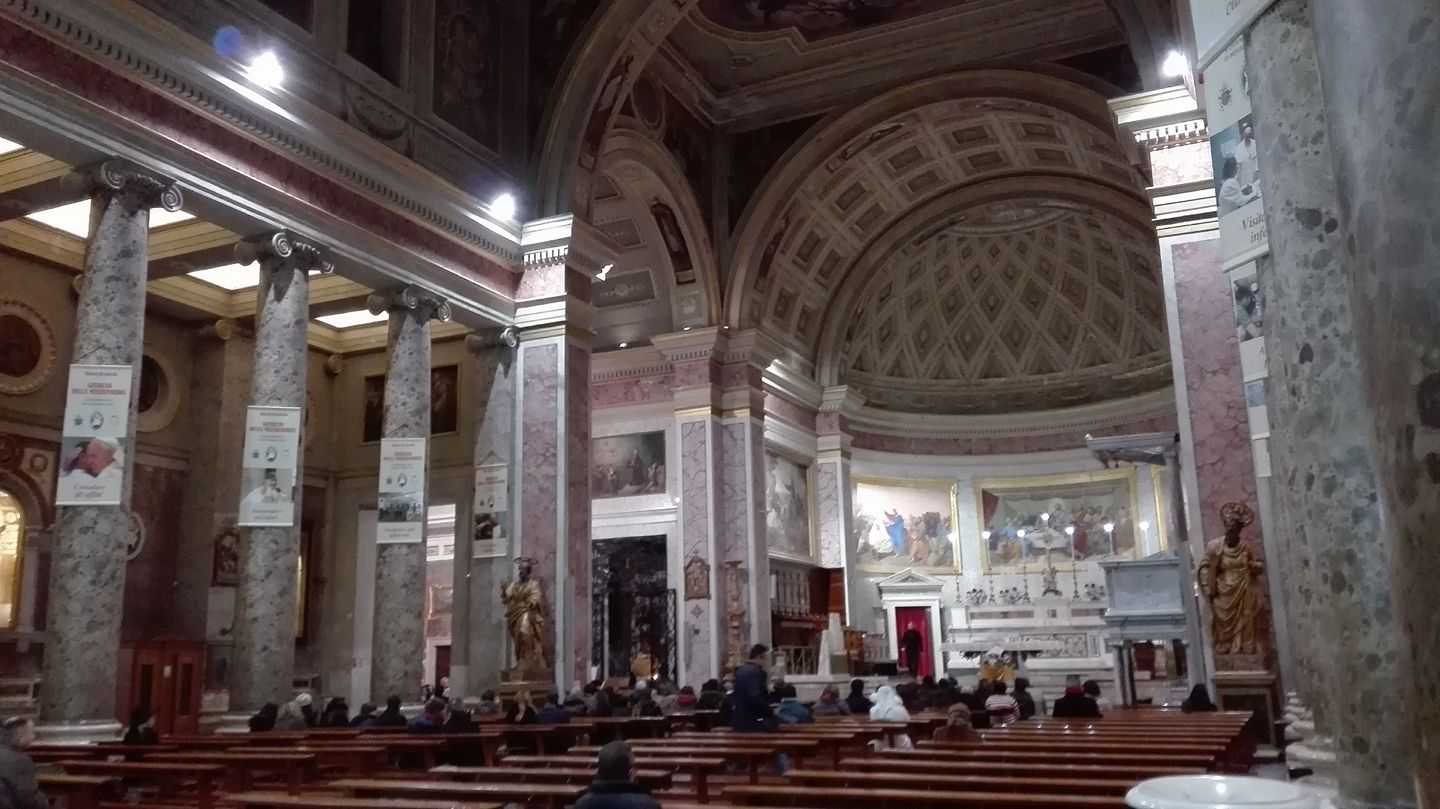
内部

卡塞塔圣弥额尔总领天使主教座堂（意大利语：Cattedrale di San Michele Arcangelo）是天主教卡塞塔教区的主教座堂，位于意大利南部坎帕尼亚大区卡塞塔省城市卡塞塔的主教座堂广场。该堂供奉圣弥额尔总领天使。
该堂始建于1300年，原名圣母领报堂，属于圣母圣衣会修道院。在19世纪进行了重建，建筑师乔万尼·帕图雷利（Giovanni Patturelli）和彼得罗·比安奇（Pietro Bianchi），1832年完成。

## 历史
1783年,一场大火烧毁了卡塞塔的圣巴斯第盎堂（san Sebastiano）, 搬迁到15世纪的圣母领报堂（Madonna Annunziata）。但是该堂太小，不能满足需要，在费迪南多一世的推动下, 在民众的恳求下，1815年，卡塞塔市长委托来自瑞士提契諾州卡内吉奥的建筑师乔万尼·帕图雷利（Giovanni Patturelli，1770-1849年），来扩建圣母堂。
1822年5月30日，举行了奠基仪式。1832 年4月，只有三个中殿完工的教堂开放举行弥撒。
1837年，那不勒斯美术学院院长、那不勒斯新古典主义的权威人物彼得罗·瓦伦特（Pietro Valente）修改了帕图雷利-比安奇设计的已经完成的部分，并重新设计了后殿部分。瓦伦特的改建极大地突出了作品的新古典主义特征。

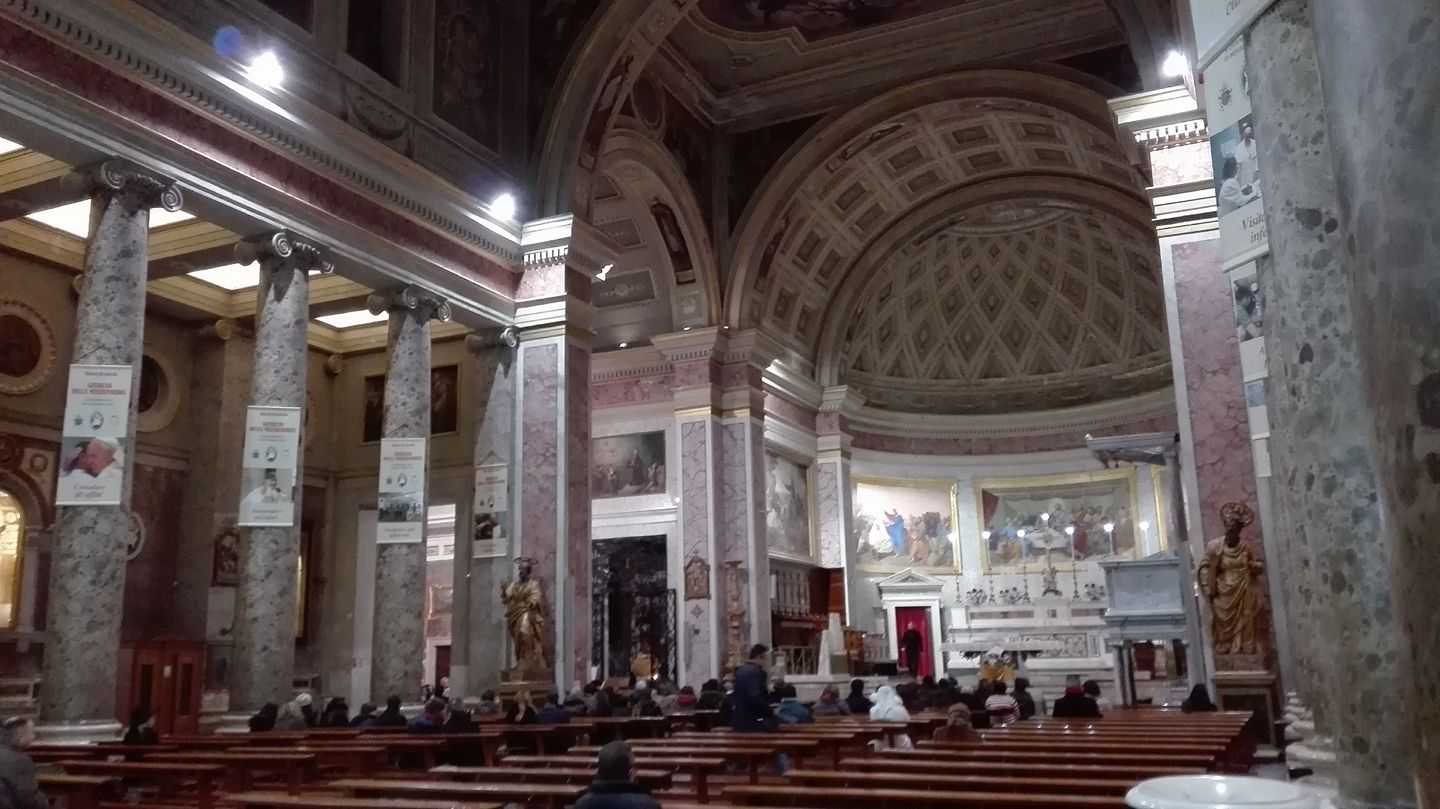
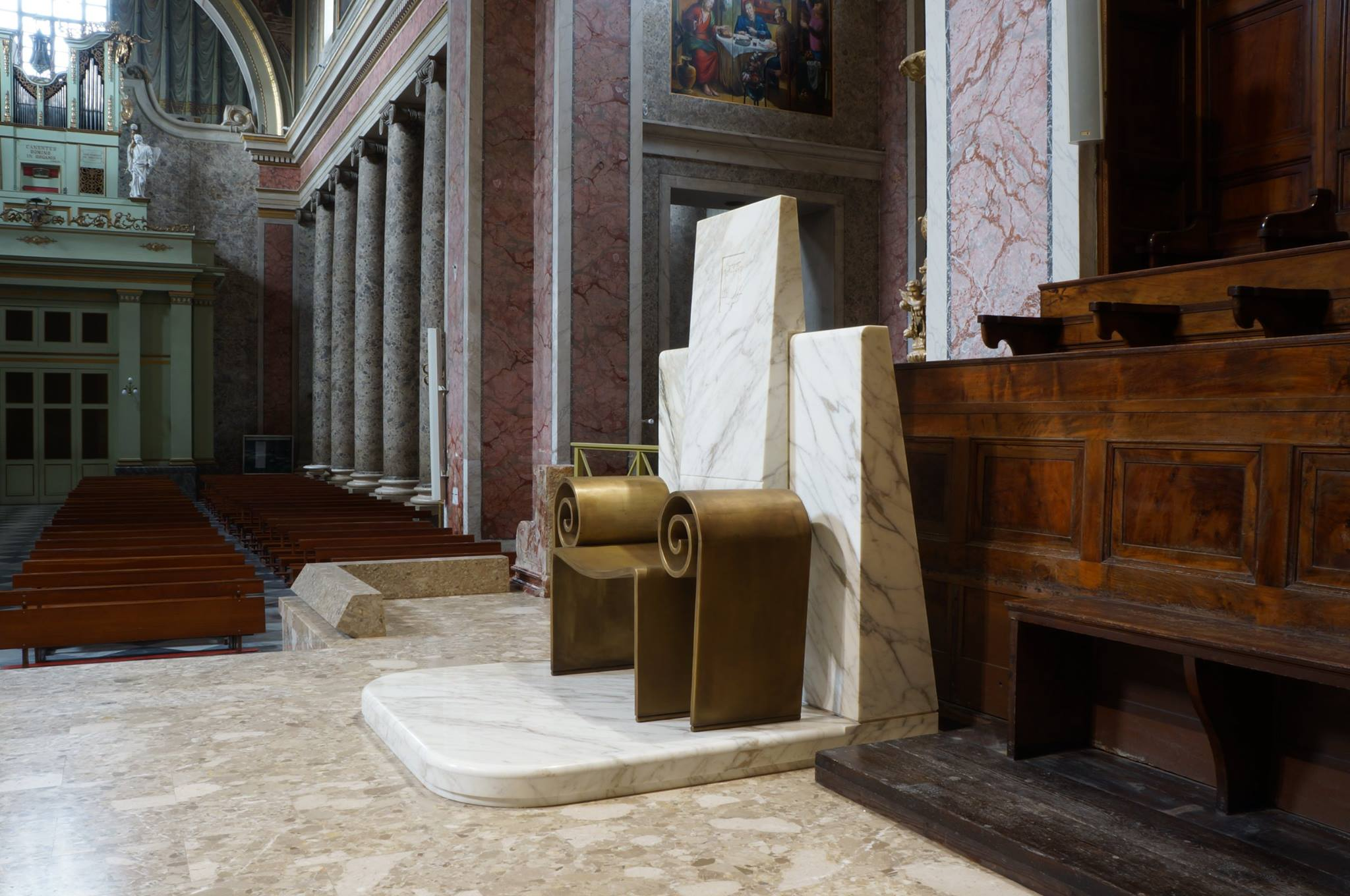
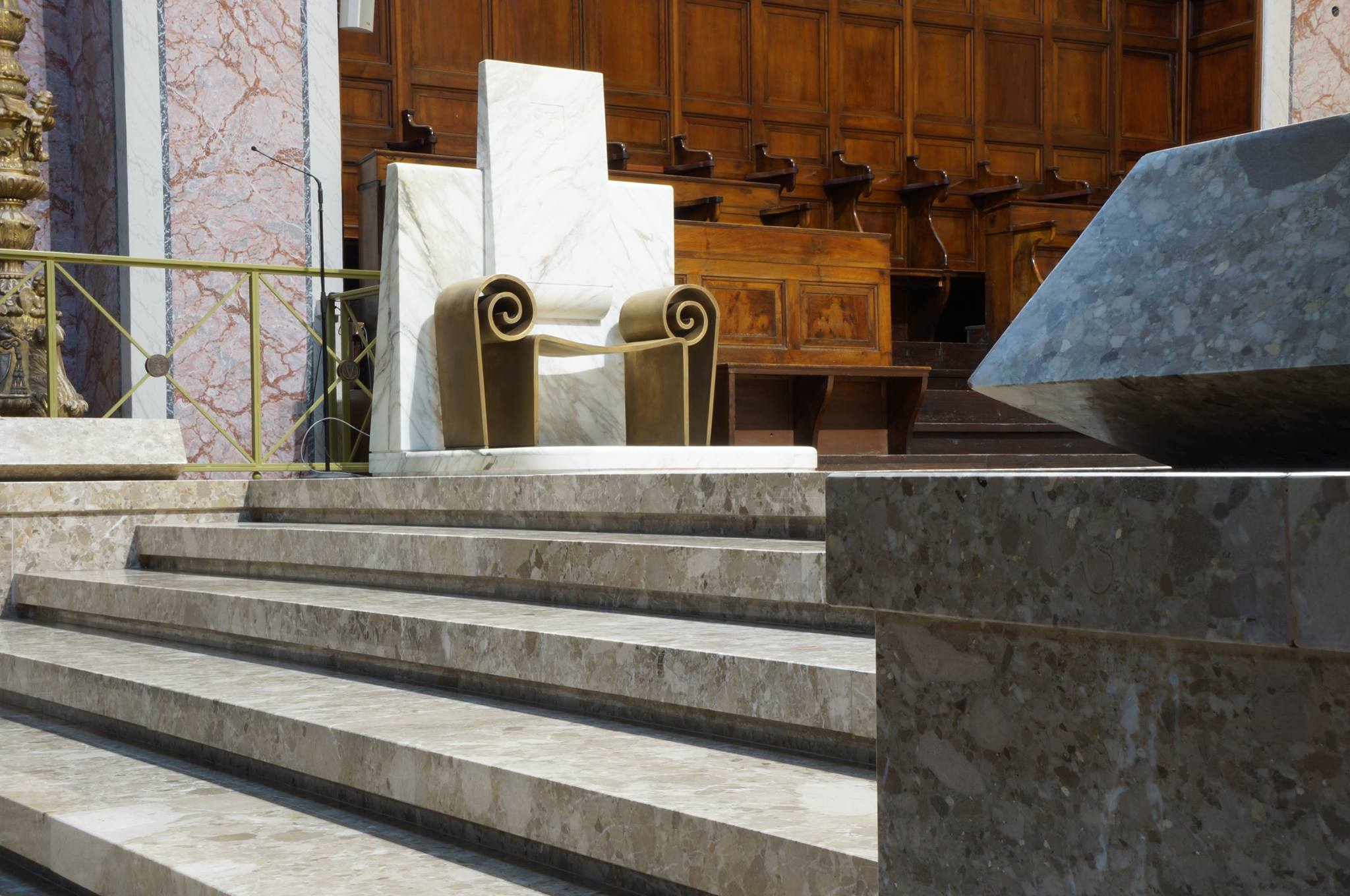